# Andronikos von Rhodos
Andronikos von Rhodos war ein Erneuerer der aristotelischen Philosophie. Er lebte im 1. Jahrhundert v. Chr. Es ist nicht sicher, ob er in Athen – möglicherweise als Leiter des Peripatos – oder in Rom lehrte.
Seine Bedeutung liegt nach einer verbreiteten Auffassung vor allem in der Zusammenstellung und Edition der Schriften des Aristoteles in einer Gesamtausgabe, die allerdings nur die esoterischen Schriften, die sog. Pragmatien enthielt. Diese wurde von ihm in der zweiten Hälfte des ersten Jahrhunderts v. Chr. herausgegeben. Aufgrund dieser Editionstätigkeit wurden diese Schriften weiterverbreitet, die exoterischen allerdings, d. h. die von Aristoteles selbst zur Veröffentlichung bestimmten Schriften, die noch Cicero vorlagen, gingen verloren. Die Ausgabe von Andronikos bildet die Grundlage der Überlieferung und somit der ersten modernen Gesamtausgabe Immanuel Bekkers, nach deren Seitenzählung Aristoteles in allen Ausgaben und Übersetzungen bis heute zitiert wird. Andronikos’ tatsächlicher Beitrag zur Edition ist allerdings in der modernen Forschung wiederholt bestritten worden, vor allem von Jonathan Barnes und auch von Werner Jaeger.
Die Schriften des Andronikos, darunter Kommentare zu Aristoteles, sind allesamt verloren. Die Abhandlung Peri pathon sowie eine Paraphrase der Nikomachischen Ethik, die erhalten sind und ihm früher zugeschrieben wurden, stammen beide mit Sicherheit von einem anderen Verfasser.
Als sein Schüler und Nachfolger gilt der Peripatetiker Boethos von Sidon, so Paul Moraux.